# Mackay (Idaho)
Mackay – miasto w Stanach Zjednoczonych, w stanie Idaho, w hrabstwie Custer.